# Stephanie Faracy
Stephanie Faracy (* 1. Januar 1952 in New York City, New York) ist eine US-amerikanische Schauspielerin.

## Leben und Leistungen
Die Schauspielerin debütierte in einer Folge der Fernsehserie Laverne & Shirley aus dem Jahr 1976. In der Oscarprämierten Fantasykomödie Der Himmel soll warten (1978) spielte sie an der Seite von Warren Beatty und Julie Christie. Im Filmdrama When You Comin’ Back, Red Ryder? (1979) wie auch in der für das Fernsehen produzierten Actionkomödie Carpool –  Ein Geldsack auf Reisen (1983) spielte sie jeweils eine größere Rolle. Im Fernsehfilm Goldie and the Bears (1984) übernahm sie die Titelrolle von Goldie Hawkins. In der Komödie Great Outdoors – Ferien zu dritt (1988) spielte sie die Rolle von Connie Ripley, der Ehefrau von Chet Ripley (John Candy).
In den 1990er Jahren folgten Auftritte in zahlreichen Fernsehserien – meistens in einzelnen Folgen – und Fernsehfilmen wie auch eine Nebenrolle in der Komödie Hocus Pocus (1993), in der Faracy an der Seite von Bette Midler und Sarah Jessica Parker zu sehen war. Im Fernsehfilm The Only Way Out (1993) spielte sie neben John Ritter eine der größeren Rollen. Eine größere Rolle spielte sie ebenfalls im Fernsehfilm Silver Lake (2004), der als Pilotfolge einer Fernsehserie konzipiert war. In der Oscarprämierten Komödie Sideways (2004) spielte sie die Mutter von Stephanie (Sandra Oh).

## Filmografie (Auswahl)
- 1978: Der Himmel soll warten (Heaven Can Wait)
- 1979: Scavenger Hunt
- 1979: When You Comin’ Back, Red Ryder?
- 1979: Scavenger Hunt
- 1983: Hotel
- 1983: Die Dornenvögel (The Thorn Birds, Miniserie)
- 1983: Carpool – Ein Geldsack auf Reisen (Carpool)
- 1984: Goldie and the Bears
- 1986: American Geisha
- 1987: Blind Date – Verabredung mit einer Unbekannten (Blind Date)
- 1988: Great Outdoors – Ferien zu dritt (The Great Outdoors)
- 1989: Wiedersehen in Logansport (Bridesmaids)
- 1993: Hocus Pocus
- 1993: The Only Way Out
- 1993: Stadtgeschichten (Tales of the City, 2 Folgen)
- 2004: Silver Lake
- 2004: Sideways
- 2004: Wie überleben wir Weihnachten? (Surviving Christmas)
- 2005: Blue Skies
- 2005: Flightplan – Ohne jede Spur (Flightplan)
- 2006: Separated at Worth
- 2007: How I Met Your Mother (1 Folge)
- 2009: Castle
- 2010: Männertrip (Get Him to the Greek)
- 2010: Du gehst nicht allein (Temple Grandin) (Fernsehfilm)
- 2011: Desperate Housewives
- 2011: Bad Teacher
- 2016: Mike and Dave Need Wedding Dates
- 2016: How to Get Away with Murder (Fernsehserie, 1 Folge)
- 2024: Nobody Wants This (Fernsehserie)